# (29588) 1998 FM71
A (29588) 1998 FM71 a Naprendszer kisbolygóövében található aszteroida. A LINEAR projekt keretében fedezték fel 1998. március 20-án.